# Friderikusz Sándor
Friderikusz Sándor (Nyíregyháza, 1958. július 2. –) Joseph Pulitzer-emlékdíjas, Prima Primissima díjas magyar újságíró, riporter, televíziós műsorvezető és szerkesztő, jogász.

## Élete, pályafutása
Általános- és középiskolai tanulmányait Nyíregyházán végezte a Zrínyi Ilona Gimnáziumban, majd 1984-ben az Eötvös Loránd Tudományegyetem Állam- és Jogtudományi Karának nappali tagozatán szerzett diplomát.
Az újságírással, riporteri pályával tizennégy éves korában ismerkedett meg, akkor kezdett ugyanis riporterkedni a Magyar Rádió Nyíregyházi Stúdiójában. Tizenhat éves korától a Magyar Rádió heti politikai magazinjánál, a 168 Óránál dolgozott oknyomozó riporterként. Rádiós pályafutásának másfél évtizedében leginkább a tényfeltárására szakosodott, és a 168 Óra mellett a legtöbb belpolitikai rovatbeli műsor vezető riportere lett. Tényfeltáró riportjainak következményeként 1980-as évek elején egyre inkább szűkült a mozgástere a Magyar Rádióban, mígnem 1986-ban kitiltották a Magyar Rádió területéről is.
A színpadi talk show-k világát választva hét éven át több száz fős közönség jelenlétében – nyilvános beszélgető műsorokat hozott létre. Ezen műsorai javarészt olyan ismert és ismeretlen embereket vonultattak fel, akik az akkori fősodratú nyilvánosságból ki voltak zárva.
A rendszerváltás után újjászerveződő Magyar Televízió elnöksége az 1990-es évek elején pályázatot írt ki, amelyen Friderikusz Sándor két műsorral lett „győztes”: az egyik Az én mozim című, hosszú éveken át vetített riportműsora, a másik pedig a stabilan csütörtök esténként futó Friderikusz-show. Mindkét sorozat meglehetősen zajos szakmai visszhangra talált. Az én mozim című műsora Pulitzer-emlékdíjat, majd pedig Toleranciadíjat is kapott. Az Amerikában népszerű late-night talk show jellegű szórakoztató produkciók mintájára meghonosított Friderikusz-show a hazai televíziózás legújabb korszakának nyitányát jelentette. Természetesen a talk-show mint önálló televíziós műfaj magyarországi történetét még Vitray Tamás Ötszemközt (1973–1974) című műsora indította el, amelynek 21 adását, a beszélgetős műsor (angolul talk show) formátum megjelenésének kiindulópontjaként említi a médiatörténeti szakirodalom. Ezeket az újszerű műsorokat számos további beszélgető műsor követte: Friderikusz sok formában próbálta ki magát ebben a műfajban Magyarországon. Például két-három éven át a Békítő Show, a Váratlan Vendég, a Másképpen beszélgetek műsorok szerkesztésével és vezetésével.
A Magyar Televízió 1997-ig tartó kvázi monopolhelyzete következtében a korabeli, nagy költségvetésűnek számító műsorai könnyedén értek el milliós nézettségi rekordokat. (Magyarországon a televíziós tartalmak nézettségét 1994 óta mérik.) A műsorai évente közel 400 millió forintos nettó nyereséget termeltek a Magyar Televízió számára. A gyártásukra 1990 szeptemberében Dömsödi Gáborral önálló céget alapított. (Dömsödi és Friderikusz Produkció Kft. 1994 májusában a cégből kilépett Dömsödi Gábor, a cég neve Friderikusz Produkciós Kft-re változott.) Később Friderikusz a további műsorok készítésére újabb és újabb vállalatokat hozott létre.
1994-ben beválasztották a világ legnézettebb showman-jeinek nemzetközi televíziós szövetségébe.
A Magyar Televízióban 1998 elején ellehetetlenülni látszott a helyzete, ugyanis szakmai szempontjai nem egyeztek az akkori műsorigazgatóval, így elhagyta a közszolgálati tévét. Ezt követően egy ideig az RTL Klub kereskedelmi tévécsatornánál a Meglepő és Mulatságos című műsort készítette, amely szintén nézettségi rekordot hozott a piacosodó hazai televíziózásban. Az RTL Klubtól Friderikusz gyorsan tovább állt, mert másik műsora, Az én mozim folytatásával csak kecsegtették, de nem lett belőle semmi. Így elszerződött a másik országos kereskedelmi televíziós csatornához, a TV2-höz, ahol egyaránt nyílt lehetősége politikai műsorokat (Friderikusz, Szubjektív), illetve szórakoztató műsorokat is készíteni (Osztálytalálkozó, Gyerekszáj, Fantasztikus Európa, Világsztárok Friderikusszal), de folytathatta Az én mozim-at is.
2002-től ismét az MTV-nél dolgozott, 2005-ig ő készítette a közszolgálati televízió heti vezető politikai elemző műsorát, A szólás szabadságát. 2005-ben az MTV akkori elnöke kezdeményezte az intézményből való eltávolítását, mert korábban a Népszabadságban egy interjúban alaposan megbírálta az MTV vezetését.
Ezt követően az ATV kereskedelmi televíziós csatornánál kezdett el dolgozni, ahol a Friderikusz most című műsort szerkesztette és vezette hetente négyszer, 2008. június végéig.
2008-ban és 2010-ben a TV2-n futó Megasztár című tehetségkutató műsorok zsűrijének tagja.
2012. február 29-től az RTL Klubon újraindult Legyen Ön is milliomos! műsorvezetője volt. Október 1-től az induló RTL2-re hozta át a vetélkedőt. Műsorában közszolgálati jelleggel, több adást speciálisan, bizonyos élethelyzetű vagy foglalkozású emberek kerültek a játékosok székébe, így rendőrök, a honvédség alkalmazottai, valamint hajléktalanok is megjelentek.
2013. április 20-tól 2013. június 16-ig a TV2-n vezette Az ének iskoláját, ahol gyerekekkel és azok zenei fejlődésével kapcsolatban szerepelt.
2013. október 11-től 2013. december 6-ig a Sztárban sztár könnyűzenei műsorsorozatot vezette.
2013. szeptember 17-től Friderikusz címmel közéleti műsort szerkesztett és vezetett újra az ATV-n, hetente három alkalommal. Ezzel egy időben 2015 tavaszától indult az Összezárva Friderikusszal című műsora, ahol különféle celebekkel töltött együtt egy napot egy lakásnak berendezett stúdióban. A műsor 2016 márciusáig tartott, miután Friderikusz felmondott a csatornánál, ezután pedig a tervezett harmadik évad sem indult el más műsorvezetővel. Az ATV-n futó Friderikusz című beszélgetős műsora is ekkortájt ért véget, mert Friderikusz szerint az ATV vezetősége ellehetetlenítette a folytatást.
Egy 2017 őszén megjelent hír szerint igyekezett letörölni az internetről a korábbi műsoraiban előadott énekes, táncos produkcióit, mivel úgy rendelkezett korábban, hogy ezeknek a produkcióknak a szerzői jogai őt illessék.
2018-ban, rövid ideig tartó pályafutás után távozott a Music FM nevű kereskedelmi rádió kötelékéből és Vasárnap című műsora is megszűnt.
2020-ban azt híresztelték, hogy anyagi okokból New Yorkba költözne, de közleményben cáfolta az ez irányú értesüléseket, perrel fenyegetve azokat a médiumokat, amik „valótlanságokat” írnak róla.
2020. október 15-én az RTL Klub bejelentette, hogy Friderikusz Sándor visszatér a képernyőre, és november 1-én Életünk története – sztárpárok jövőutazása címmel új talkshowja indul, melyben elmaszkírozott párok lesznek a vendégei.
2021 tavaszán YouTube csatornát indított, ahol hetente közel egy órás beszélgetéseket lehet látni az élet különböző pontján tevékenykedő emberekkel.
2021. november 2-án elmarasztalta Friderikuszt etikai vétség miatt a Magyar Újságírók Országos Szövetsége Etikai Bizottsága, amiért egy 2020 decemberében elhunyt ismert tévés rendező, Csenterics Ágnes nevét használta fel egy nyilatkozathoz.
Friderikusz Sándor a magánéletéről nem sokat beszélt. Az egyik női ismerőse, aki hosszú évtizedek óta jó barátságot ápol vele, 2022-ben mesélt kapcsolatukról. Ezen interjúból lehet tudni, hogy Friderikusznak a szülei elváltak, s az édesapjával már alig találkozott, szinte nem is ismerte, az édesanyját viszont imádta, nagyon szoros volt a kapcsolatuk. Az édesanyja egyedül nevelte, egy fizetésből.
A nyilatkozatok szerint Friderikusz Sándor egyedül él, sosem talált rá a nagy szerelem. 2024. nyarán nyilatkozott ezzel kapcsolatban, amikor is elmondta, hogy  „Tudom, hogy az emberek többsége azt hiszi, csak a páros élet az élet. (…) Rengeteg ember tartalmatlan párkapcsolatban él, csak úgy, egymás mellett egyedül, miközben már rég nem érdeklődik a másik iránt, pusztán a megszokás uralja az együttlétüket, de legyen mellette a párja, Isten tudja, miért. (…) Idősebb barátaim persze gyakran figyelmeztetnek rá, hogy vigyázzak, öregkoromra ne maradjak egyedül!” Friderikusz továbbá azt is elmondta, hogy a jövőben majd úgy érzi, hogy már csak egy társra van szüksége a kerek élethez, akkor el fogja kezdeni keresni azt, ő azonban így is harmonikus és boldog életét él. „Ugyan nem vagyok hajlamos a boldogságra, de csak azért, mert szerintem a boldogság születési rendellenesség!” – tette hozzá.

## Műsorai
- Az én mozim, MTV – lírai dokumentum- riportműsor-sorozat, portrék, 1991–1997
- Friderikusz show, MTV – szórakoztató műsor (late night talk show hat szezonon át, 100 epizóddal), 1992–1997[24]
- Friderikusz talk show, MTV – beszélgetős műsor közéleti témákról, 1994–1997
- Békítő show, MTV – családegyesítő műsor, 1994–1995
- Váratlan vendég, MTV – ismert emberekről szórakoztató portréműsor, 1994–1997
- Másképpen beszélgetek, MTV – közéleti, politikai interjúműsor neves személyiségekkel, 1996–1997
- Meglepő és mulatságos, RTL Klub – szórakoztató műsor, 1998–1999
- Friderikusz, szubjektív, TV2 – elemző, politikai háttérműsor, 1999
- Osztálytalálkozó, TV2 – híres emberekkel szórakoztató műsor, 1999–2000
- Gyerekszáj, TV2 – gyerekekkel naponta beszélgetés különböző témákról, 2000–2001
- Az én mozim folytatódik, TV2 – lírai dokumentum-riportműsor-sorozat, portrék, 2000–2001
- Fantasztikus Európa, TV2 – európai uniós tagországokból Magyarországon élő fiatalokkal szórakoztató műsor, 2002
- Friderikusz – A szólás szabadsága, MTV – heti politikai-közéleti-kulturális műsor, 2003–2005
- Friderikusz most, ATV – közéleti-politikai hír háttérműsor, 2006–2008
- Megasztár, TV2 – zsűritag zenei tehetségkutató műsorban, 2008–2010
- Legyen Ön is milliomos!, RTL Klub / RTL2 – műveltségi vetélkedő műsorvezetője, 2012–2013
- Az ének iskolája, TV2 – gyerekekkel készített zenei tehetségkutató műsorvezetője, 2013–2014
- Sztárban sztár, TV2 – műsorvezető, 2013
- Friderikusz, ATV – műsorvezető, 2013–2016
- Összezárva Friderikusszal, TV2 – műsorvezető, 2015–2016
- Friderikusz Vasárnap, Music FM – műsorvezető, 2018
- Életünk története, RTL Klub – műsorvezető, 2020–21

## Könyvei
- Hal(l)hatatlan interjúim – interjúkötet hírességekkel, 1985-ben jelent meg, 80 ezer példányban kelt el
- Isten, óvd a királynőt! – oknyomozó riportkötet Molnár Csilla szépségkirálynő öngyilkosságáról, 1987-ben jelent meg, 440 ezer példányban kelt el
- Ez egy tiszta jó könyv – szinte üres könyv a magyar boldogságról, 1988-ban jelent meg, 120 ezer példányban kelt el
- Szigorúan nyilvános – interjúkötet hazai hírességekkel, 1989-ben jelent meg, 100 ezer példányban kelt el
- Akar-e Ön köztársasági elnök lenni? – politikai pályázat azok számára, akik önjelölt köztársasági elnökök akartak lenni, 1989-ben jelent meg, 60 ezer példányban kelt el
- Az én mozim – a tévésorozat könyvváltozata, 2001-ben jelent meg, 40 ezer példányban kelt el
- Friderikusz – eddig. Interjúkötet; riporter Mihancsik Zsófia; Alexandra, Pécs, 2008 (94 ezer példányban kelt el)

## Díjai, kitüntetései
- 1997 – Joseph Pulitzer-emlékdíj[25]
- 1997 – Toleranciadíj (különdíj)
- 1999 – A legkedveltebb televíziós személyiség díja
- 1999 – Az adakozásban élenjáró magánszemély díja
- 2001 – Tévékritikusok díja
- 2005 – Prima Primissima díj
- 2007 – Déri János-díj
- 2008 – Szabad Sajtó-díj
- 2008 – Bossányi Katalin-díj[26]
- 2008 – Pethő Sándor-díj[27]

## Konfliktusai
Friderikusz Sándor kérlelhetetlen személyisége miatt szakmai életében gyakran jelen voltak a konfliktusok, írt róluk a sajtó és többről a tévé is beszámolt. Néhány nagy port kavart ügye, melyek jellemezték pályafutását:
Az 1970-es években ő leplezte le a Baranya megyei Görcsöny-beli termelőszövetkezetben történt folyamatos visszaéléseket, melyek révén – a tsz mögé bújva – országos és Baranya megyei, valamint pécsi állami- és pártvezetők illegálisan tetemes vagyonhoz jutottak.
Többrészes riportsorozatot készített 1980-ban a berkeszi Gyereknevelő Intézet embertelen körülményeiről. Itt középkori módszerekkel, brutális módon bántalmazták a gyerekeket. Ezt a riportsorozatot később hosszú időkre hivatkozási alapul használta a Szabad Európa Rádió.
Nagy port vert fel az önálló műsorral leleplezett pécsi bányászlakás-építési akció, melynek lényege abban állt, hogy sok százmilliós állami támogatással száz bányászlakást építettek a városban, s mint Friderikusz kiderítette: a százból összesen csak egy, azaz egyetlen lakásban éltek valóságos bányászok, a további 99 lakást állami- és pártvezetők birtokolták.
A televíziózást megelőző színpadi beszélgetős műsorai javarészt olyan ismert és ismeretlen embereket vonultattak föl, akik az akkori primér-nyilvánosságból ki voltak zárva. Például az azóta legalizált Béres Csepp feltalálója, az akkoriban meghurcolt Béres József, Balczó András olimpiai bajnok öttusázó, Kósa Ferenc filmrendező, és még további 120-150 értelmiségi. Ezért is mentek már-már eseményszámba ezek a színpadi műsorok, amelyek közül a nyíregyházit – kétévnyi türelem után – a helyi pártbizottság nyomására beszüntették.
1998 elején az MTV akkori intendánsát hazugságon kapta, és ez attól kezdve olyan antagonisztikus ellentéthez vezetett, hogy Friderikusz önszántából elhagyta a közszolgálati tévét.
Az RTL Klubról azt tartotta, hogy meglehetősen felületes tévéirányítás és értékmentes szemlélet jellemzi, ezért onnan is továbbállt.
Friderikusz Sándor nem is egyszer pályázott a MTV elnöki székére: „Ilyen előzmények, ennyi tapasztalat, és talán nem túlzás azt állítani: ennyi siker után először 2001 júliusában, majd múlt év szeptemberében, azt követően pedig decemberben, végül ez év februárjában ismételten kísérletet tettem elfoglalni a Magyar Televízió Rt. elnöki székét, de a Közalapítvány Kuratóriumi Elnöksége mindezidáig nem találta érdemesnek a társadalmi kuratórium elé terjeszteni személyemet.”
2005-ben Lendvai Ildikó felmondta Friderikusz mobiltelefonjának hangpostájára, hogy az ő tévéelnöki pályázatát fogja támogatni az MSZP. Ezt – máig tisztázatlan módon – valaki lehallgatta, sokszorosította és eljuttatta a sajtóhoz. Ebből olyan botrány kerekedett, ami eleve kizárta őt az elnökségre pályázók sorából.
Friderikusz Sándor és az MTV másodszori elválása 2005-ben kimondottan feszültségtől terhesre sikeredett: Friderikusz több helyen is bírálta Rudi Zoltánt, az MTV akkori elnökét. Kijelentette, Rudi többet tartózkodik a sípályákon, mint elnöki irodájában. Friderikusz Sándor szerint a politikának el kell távolítania a Magyar Televízió éléről Rudi Zoltán elnököt, ellenkező esetben az intézménybe a szakmaiság jó ideig nem költözik vissza. A Népszabadság egyik számában megjelent interjúban a műsorvezető – egy kérdésre válaszolva – úgy fogalmazott: „vagy Rudi, vagy a szakmaiság”. Megfogalmazása szerint: a Rudi Zoltán vezette Magyar Televízió minimálisan sem felel meg a harmadik évezred műsor-szolgáltatási igényeinek, és a máig ott lévő kitűnő szellemi muníció egy ember, a teljes joggal felruházott elnök és két társa „vezetési és emberi alkalmatlanságán vérzik el”.
Friderikusz és az RTL Klub konfliktusa jogi perbe torkollott, amit a kereskedelmi tévé indított. 2004-ben 210 millió forint kártérítés megfizetésére kötelezte a tévés személyiséget az RTL Klubbal szemben a Fővárosi Bíróság. A kereskedelmi tévé azért indított pert, mert a Friderikusz Produkció 1999 márciusában felmondta a Meglepő és mulatságos című műsor szerződését, és nem engedte adásba a produkció soron következő epizódját. Az ügynek az volt az előzménye, hogy az RTL vezetősége előzetesen megígérte Friderikusznak, hogy képernyőjükön folytathatja Az én mozim című sorozatát, ezt az ígéretüket azonban hónapokon át megpróbálták elodázni. A per a Legfelsőbb Bíróságon ért véget, és a jogerős ítélet értelmében Friderikusznak „csak” negyvenegynéhány millió forintos kártérítést kellett fizetni a tévécsatorna számára.
Az ATV-nél segédkezett a televíziós adó új műsorának és új stúdiójának beüzemeltetésében, ahol két éven át, 2006 és 2008 között készítette a Friderikusz Most műsorát. Az adóval harmonikus kapcsolata volt jellemző, Friderikusz nagy szabadságot kapott műsora készítéséhez, ami mellé a csatorna addigi legnagyobb nézettsége társult.
Közéleti-politikai műsora után Friderikuszt a TV2 meghívta a Megasztár 4-be és 5-be, zsűritagnak. Itt Friderikusz elsősorban kemény megjegyzéseivel tudott a műsor részévé válni. Későbbi nyilatkozata alapján a TV2 programigazgatója neheztelt rá, mivel a Megasztár időpontjának megváltoztatását javasolta élő adásban előzetes egyeztetés nélkül.
Miután korábbi munkakapcsolatbeli nézeteltéréseiket átbeszélték Dirk Gerkens RTL-vezérigazgatóval, új ajánlatot kapott az RTL Klub képernyőjén való szereplésre, Kolosi Péter a Legyen Ön is milliomos! vezetését ajánlotta fel Friderikusznak, aki elfogadta azt. Első adását eredményesen zárta, a csatornaátlagot meghaladó nézettséggel. A műsort követő kritikák és kommentek Friderikusz visszatérését és a megújult műsort pozitívan értékelték, kiemelve, hogy Vágó Istvántól eltérő karakterrel ruházta fel a műsort és műsorvezetőjét. 2013 márciusában azonban Friderikusz Sándor nem hosszabbította meg szerződését az RTL-lel, a csatornával ezúttal jó viszonyban fejezték be az együttműködést.
2021-ben az időközben internetes podcasteket tartó Friderikusz műsorai kapcsán egy állítólagos sajtósa „kiflitolvajokhoz” hasonlította azokat, akik a YouTube-on egyébként ingyen megtekinthető podcast-jeiért nem fizetnek, miután a műsorok készítésével 25 millió forint vesztesége halmozódott fel. Az ügy nem csak azért váltott ki indulatokat, mert egyes vélemények szerint a műsorvezető nem értette az online videomegosztó tartalmak gyártása és fogyasztása közötti összefüggéseket, hanem mert a sajtós egy előző évben elhunyt rendezőnő, Csenterics Ágnes nevével azonosította magát. Friderikusz előbb egy indulatoktól sem mentes videóban bírálta az ügyet kritizáló portál főszerkesztőjét, bár magyarázattal nem szolgált, majd miután a MÚOSZ szerint is etikai vétséget követett el Friderikusz később azt közölte, hogy felvette Csenterics családjával a kapcsolatot, akiktől elnézést kért, miután ők is felháborodtak a történteken, ahogy több más újságíró is megdöbbent a kegyeletsértő lépésen. Friderikusz és a MÚOSZ közt egyébként nem volt jogviszony. Azt is állította, hogy a sajtósa valójában egy külföldön élő férfi, és ő használta fel tudta nélkül a rendezőnő nevét.